# The Crusades
The Crusades is een Amerikaanse avonturenfilm uit 1935 onder regie van Cecil B. DeMille. De film werd destijds uitgebracht onder de titel De kruistochten.

## Verhaal
De Engelse koning Richard Leeuwenhart gaat op kruistocht naar het Heilige Land. Op die manier komt onder zijn aanstaande huwelijk uit. In Marseille wacht hem een nieuwe romance met de schone Berengaria.

## Rolverdeling
| Acteur             | Personage               |
| ------------------ | ----------------------- |
| Loretta Young      | Berengaria van Navarra  |
| Henry Wilcoxon     | Richard Leeuwenhart     |
| Ian Keith          | Saladin                 |
| C. Aubrey Smith    | Kluizenaar              |
| Katherine DeMille  | Adelheid van Vexin      |
| Joseph Schildkraut | Koenraad van Monferrato |
| Alan Hale sr.      | Blondel                 |
| C. Henry Gordon    | Filips II van Frankrijk |
| George Barbier     | Sancho VI van Navarra   |
| Montagu Love       | Hoefsmid                |
| Ramsay Hill        | Jan zonder Land         |
| Lumsden Hare       | Robert van Leicester    |
| Maurice Murphy     | Alan                    |
| William Farnum     | Hugo III van Bourgondië |
| Hobart Bosworth    | Frederik Barbarossa     |